# Diego Sánchez Portocarrero
Diego Sánchez Portocarrero (Molina de Aragón, 1607 - Almagro, 26 de octubre de 1666) fue un funcionario español de los tiempos de Felipe IV, más conocido por sus trabajos como historiador del señorío de Molina.

## Carrera militar y administrativa
Descendiente de la antigua nobleza molinesa, probablemente fue autodidacta, pues no consta su presencia en ningún centro de estudios de la época. 
Encaminado inicialmente a la carrera de las armas, en 1635 le fue concedido el empleo de capitán de la milicia de Molina, con su hermano Bartolomé como alférez, destinado a participar en la guerra con Francia, aunque finalmente no llegó a entrar en combate. Fue también comisario de los ejércitos de Portugal y Cataluña, aunque tampoco en este cargo intervino en las campañas militares. Caballero de la orden de Santiago desde 1651. 
Bajo el amparo de Felipe IV desempeñó los cargos de administrador general de millones en Trujillo (Cáceres), administrador de rentas reales en Baena, Cabra y Lucena (Córdoba), Constantina (Sevilla), Alcalá de Henares (Madrid) y Almagro (Ciudad Real), superintendente de la Casa de la Moneda y regidor perpetuo del concejo de Molina.

## Obras
Además de varias poesías y obras menores inéditas, dejó escritas las siguientes:
- Antigüedad del muy noble y leal señorío de Molina (Madrid, 1641); la segunda parte de esta obra se conserva inédita en la Biblioteca Nacional;
- Nuevo catálogo de los obispos de la santa iglesia de Sigüenza (Madrid, 1646);
- Principios y progresos de la devoción a la Inmaculada Concepción de la Madre de Dios en la Iglesia y en España (Madrid, 1648);
- Discurso apologético sobre los títulos de Noble y Leal que tiene el Señorío de Molina (inédita);
- Historia del Señorío de Molina (inédita).